# Cochlefelis spatula
Cochlefelis spatula är en fiskart som först beskrevs av Ramsay och Ogilby, 1886.  Cochlefelis spatula ingår i släktet Cochlefelis och familjen Ariidae. Inga underarter finns listade i Catalogue of Life.